# Laar (Herford)
Laar is een dorpje in het uiterste zuidwesten van de Duitse gemeente Herford, deelstaat Noordrijn-Westfalen, en telt 467 inwoners (31 december 2015).

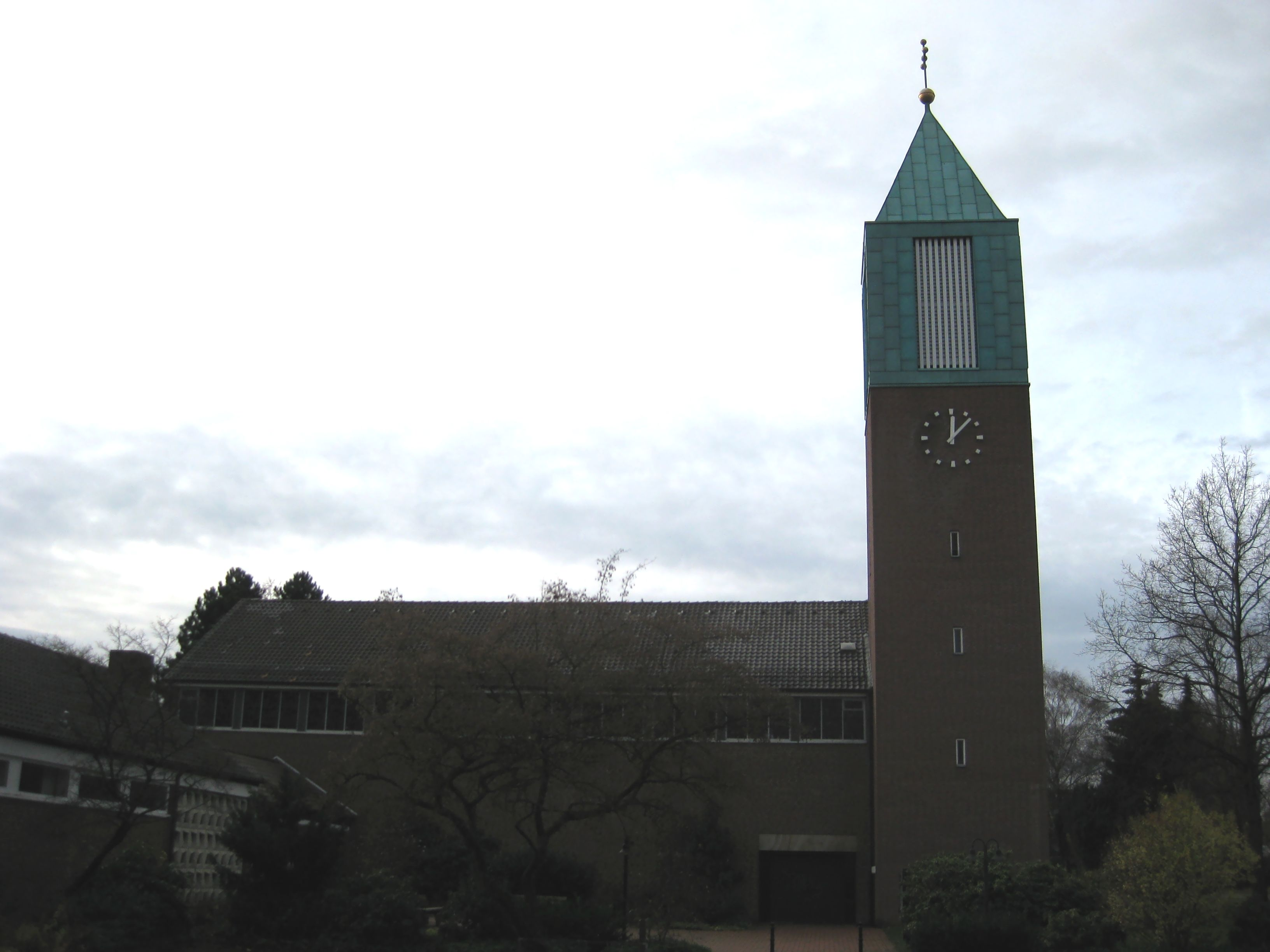
Evang.-lutherse Opstandingskerk, Laar

De bekende ex-springruiter Wolfgang Brinkmann uit Bielefeld bekleedde evenals zijn vader een directiefunctie bij Bugatti Mode, dat hoofdsponsor van een belangrijke stoeterij van springpaarden voor internationale topruiters is. Deze stoeterij ligt te Laar.